# NGC 5224
NGC 5224 est une galaxie elliptique située dans la constellation de la Vierge. Sa vitesse par rapport au fond diffus cosmologique est de 7 097 ± 21 km/s, ce qui correspond à une distance de Hubble de 104,7 ± 7,3 Mpc (∼341 millions d'al). NGC 5224 a été découverte par l'astronome germano-britannique William Herschel  en 1793.
Selon la base de données Simbad, NGC 5224 est une galaxie LINER, c'est-à-dire une galaxie dont le noyau présente un spectre d'émission caractérisé par de larges raies d'atomes faiblement ionisés.
À ce jour, une mesure non basée sur le décalage vers le rouge (redshift) donne une distance d'environ 81,600 Mpc (∼266 millions d'al). Cette valeur est nettement à l'extérieur des valeurs de la distance de Hubble. Notons cependant que c'est avec la valeur moyenne des mesures indépendantes, lorsqu'elles existent, que la base de données NASA/IPAC calcule le diamètre d'une galaxie et qu'en conséquence le diamètre de NGC 5224 pourrait être d'environ 32,3 kpc (∼105 000 al) si on utilisait la distance de Hubble pour le calculer.